# ایبریا اکسپرس
ایبریا اکسپرس (به انگلیسی: Iberia Express) یک شرکت هواپیمایی با کد یاتا I2 است که در تاریخ ۱ اکتبر ۲۰۱۱ میلادی تأسیس شده و در تاریخ ۲۵ مارس ۲۰۱۲ فعالیتش را آغاز کرده‌است. دفتر مرکزی ایبریا اکسپرس در مادرید، اسپانیا واقع شده‌است و قطب این شرکت هواپیمایی در فرودگاه مادرید-باراخاس قرار دارد و به ۲۲ مقصد، پرواز انجام می‌دهد.